# Matthias Buse
Matthias Buse (ur. 3 marca 1959 w Żytawie) – niemiecki skoczek narciarski reprezentujący NRD. Złoty medalista mistrzostw świata w Lahti i srebrny medalista drużynowych zawodów na mistrzostwach świata na dużej skoczni z Engelbergu. Startował także na Igrzyskach w Sarajewie i mistrzostwach świata w Oslo, ale bez sukcesów. Najlepsze wyniki w Pucharze Świata osiągnął w sezonie 1981/1982, kiedy zajął 15. miejsce w klasyfikacji generalnej.
W sezonie 1977/1978 zajął drugie miejsce w 26. Turnieju Czterech Skoczni. Wygrał wtedy konkurs w Oberstdorfie, zajął 6. miejsce w Garmisch-Partenkirchen i Innsbrucku oraz 7. miejsce w Bischofshofen.

## Puchar Świata

### Miejsca w klasyfikacji generalnej
- sezon 1980/1981: 30
- sezon 1981/1982: 15
- sezon 1983/1984: 52

### Miejsca na podium w konkursach indywidualnych Pucharu Świata chronologicznie
| Lp. | Dzień       | Rok  | Miejscowość | Skocznia  | Punkt K | Skok 1  | Skok 2  | Nota      | Lok. | Strata  | Zwycięzca    |
| --- | ----------- | ---- | ----------- | --------- | ------- | ------- | ------- | --------- | ---- | ------- | ------------ |
| 1.  | 17 stycznia | 1982 | Sapporo     | Ōkurayama | K-110   | 107,5 m | 108,0 m | 243,2 pkt | 3.   | 3,1 pkt | Armin Kogler |

## Igrzyska olimpijskie
- Indywidualnie
  - 1984 Sarajewo (YUG) – 21. miejsce (duża skocznia)

## Mistrzostwa świata
- Indywidualnie
  - 1978 Lahti (FIN) – złoty medal (normalna skocznia)
  - 1982 Oslo (NOR) – 7. miejsce (duża skocznia), 13. miejsce (normalna skocznia)
- Drużynowo
  - 1982 Oslo (NOR) – 4. miejsce
  - 1984 Engelberg (SUI) – srebrny medal